# ذراع الحدب

تعديل مصدري - تعديل

ذراع الحدب هي إحدى قرى عزلة القارة بمديرية رصد التابعة لمحافظة أبين، بلغ تعداد سكانها 48 نسمة حسب تعداد اليمن لعام 2004.